# Каменица-Жировецкая
Каменица-Жировецкая (бел. Камяніца Жыравецкая) — деревня в Брестском районе Брестской области Белоруссии. Входит в состав Мухавецкого сельсовета. Население — 718 человек (2019).

## География
Деревня Каменица-Жировецкая расположена в 10 км к юго-востоку от центра города Брест, фактически прилегая к его юго-восточным окраинам. Местность принадлежит бассейну Вислы, через деревню течёт небольшая река Каменка, приток реки Мухавец. Деревня соединена местными дорогами с Брестом и окрестными деревнями. В четырёх километрах от деревни находится ж/д станция Мухавец (линия Ковель — Брест).

## История
Впервые упомянута в 1510 году. В XVI веке имение было шляхетской собственностью рода Хрептовичей в Трокском воеводстве Великого княжества Литовского, а после административно-территориальной реформы середины XVI века в Берестейском воеводстве. В 1781 году имение принадлежало брестскому подкоморию Выгоновскому.
После третьего раздела Речи Посполитой (1795) в составе Российской империи, с 1801 года — в Гродненской губернии. В 1838 году Выгоновские построили здесь деревянную церковь, в 1861 году открыто народное училище. В 1881 году село с 16 дворами было волостным центром Брестского уезда, работало волостное правление, народное училище и церковно-приходская школа, а также корчма. В конце XIX века имение перешло к М. Татарскому, в 1898 году в имении действовал кирпичный завод. По переписи 1897 года здесь было 40 дворов, православная церковь, волостное правление, народное училище, хлебозапасный магазин, корчма.
В 1905 году здесь работал сельский фельдшер, размещались участки полицейских урядников, следователей, округа мировых судей, один раз в год работал призывной участок.
В Первую мировую войну с 1915 года оккупирована германскими войсками. Согласно Рижскому мирному договору (1921) деревня с 17 дворами вошла в состав межвоенной Польши, где была центром гмины Каменица-Жировецкая Брестского повета Полесского воеводства. С 1939 года в составе БССР, в 1940 году — 52 двора. С октября 1940 года деревня являлась центром Жировецкого сельсовета. В Великую Отечественную войну 7 сельчан погибли на фронте, 3 — в партизанах.
20 сентября 1971 года Жировецкий сельсовет переименован в Мухавецкий, центр перенесён в посёлок Мухавец. В 1976 году в состав деревни включена деревня Кунахи.
В конце XX века в деревне возведена каменная православная церковь Покрова Богородицы.

## Население
На 1 января 2018 года насчитывалось 363 жителя в 159 хозяйствах, из них 56 младше трудоспособного возраста, 202 — в трудоспособном возрасте и 105 — старше трудоспособного возраста.

## Инфраструктура
Есть магазин, фельдшерско-акушерский пункт, кладбище, 2 братские могилы советских воинов. Работает отделение племзавода «Мухавец».

## Достопримечательность
- Свято-Покровская церковь (1994-2011)
- Братская могила (1941-1944) —  Историко-культурная ценность Республики Беларусь, шифр 113Д000087

## Галерея

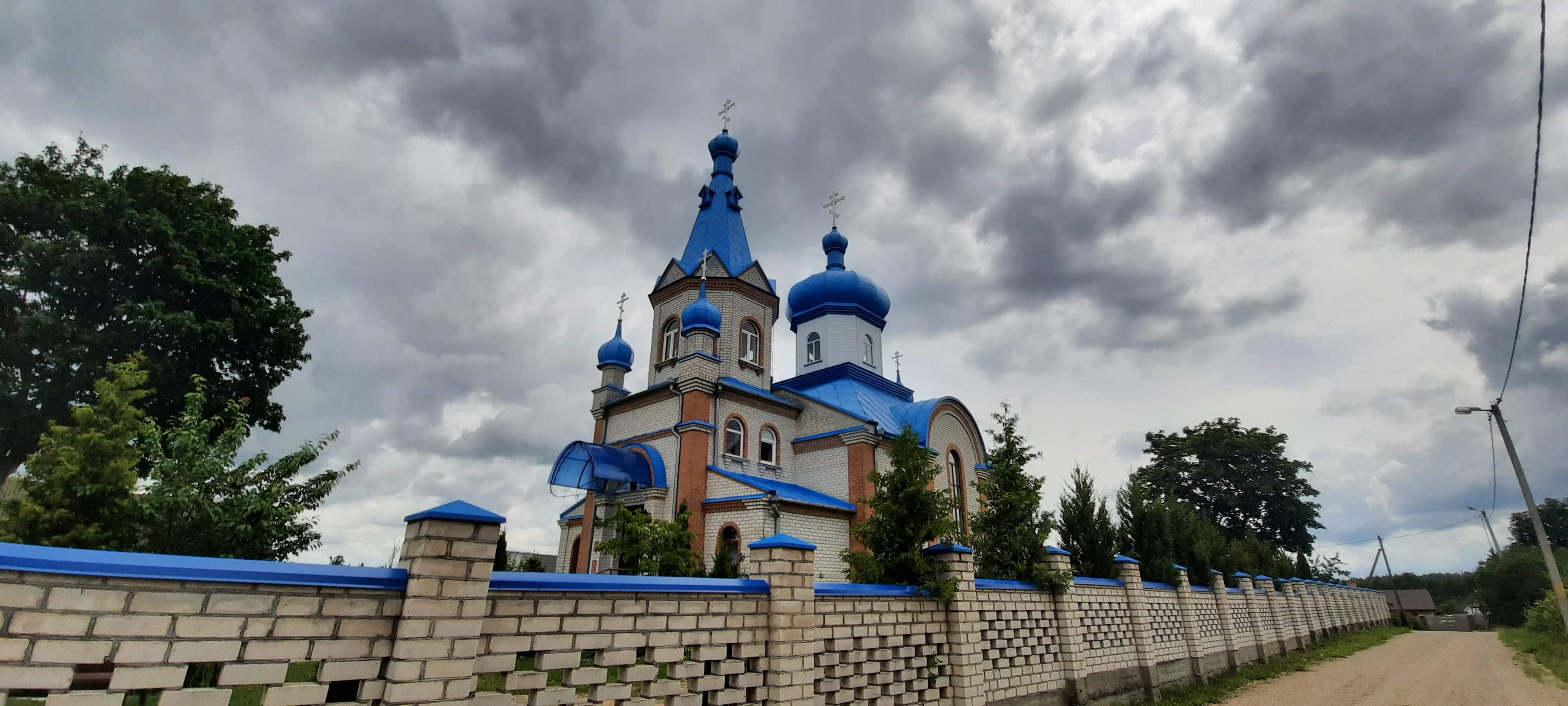
Свято-Покровская церковь